# 1. slovenská fotbalová liga 1996/1997
1. slovenská fotbalová liga  v sezóně 1996/1997 byl v pořadí čtvrtý ročník nejvyšší samostatné fotbalové ligové soutěže na Slovensku.
Poprvé získal titul tým 1. FC Košice, do druhé ligy sestoupily týmy ZTS Kerametal Dubnica nad Váhom a FC Nitra.

## Konečné pořadí
|    | Mužstvo                         | Z  | V  | R  | P  | VG | OG | B  | Poznámky                       |
| -- | ------------------------------- | -- | -- | -- | -- | -- | -- | -- | ------------------------------ |
| 1  | 1. FC Košice                    | 30 | 21 | 7  | 2  | 61 | 19 | 70 | Liga mistrů – 2. předkolo      |
| 2  | FC Spartak Trnava               | 30 | 21 | 6  | 3  | 66 | 24 | 69 | Pohár vítězů pohárů – předkolo |
| 3  | ŠK Slovan Bratislava            | 30 | 15 | 5  | 10 | 49 | 33 | 50 |                                |
| 4  | AŠK Inter Slovnaft Bratislava   | 30 | 13 | 9  | 8  | 38 | 35 | 48 |                                |
| 5  | FK Dukla Banská Bystrica        | 30 | 13 | 5  | 12 | 48 | 37 | 44 |                                |
| 6  | 1. FC Tatran Prešov             | 30 | 12 | 7  | 11 | 37 | 38 | 43 |                                |
| 7  | BSC JAS Bardejov                | 30 | 11 | 7  | 12 | 34 | 36 | 40 |                                |
| 8  | MFK Petrimex Prievidza          | 30 | 10 | 7  | 13 | 41 | 43 | 37 |                                |
| 9  | MŠK Žilina                      | 30 | 11 | 4  | 15 | 30 | 34 | 37 |                                |
| 10 | FC Lokomotíva Košice            | 30 | 8  | 13 | 9  | 27 | 31 | 37 |                                |
| 11 | FC Chemlon Humenné              | 30 | 11 | 3  | 16 | 34 | 44 | 36 |                                |
| 12 | MŠK Rimavská Sobota             | 30 | 11 | 3  | 16 | 31 | 46 | 36 |                                |
| 13 | FC Artmedia Petržalka           | 30 | 9  | 8  | 13 | 29 | 49 | 35 |                                |
| 14 | FC DAC 1904 Dunajská Streda     | 30 | 9  | 7  | 14 | 29 | 45 | 34 |                                |
| 15 | ZTS Kerametal Dubnica nad Váhom | 30 | 8  | 8  | 14 | 29 | 43 | 32 | sestup do 2. ligy              |
| 16 | FC Nitra                        | 30 | 5  | 5  | 20 | 22 | 48 | 20 | sestup do 2. ligy              |

## Tabulka střelců
| Pořadí | Hráč             | Góly | Klub                          |
| ------ | ---------------- | ---- | ----------------------------- |
| 1.     | Jozef Kožlej     | 22   | 1. FC Košice                  |
| 2.     | Július Šimon     | 14   | FC Spartak Trnava             |
| 3.     | Szilárd Németh   | 12   | ŠK Slovan Bratislava          |
| 4.     | Rolf Landerl     | 10   | AŠK Inter Slovnaft Bratislava |
| 5.     | Ľubomír Luhový   | 9    | AŠK Inter Slovnaft Bratislava |
| 5.     | Róbert Semeník   | 9    | 1. FC Košice                  |
| 5.     | Jozef Pisár      | 9    | MŠK Rimavská Sobota           |
| 5.     | Ivan Lapšanský   | 9    | FK Dukla Banská Bystrica      |
| 5.     | Jaroslav Timko   | 9    | FC Spartak Trnava             |
| 5.     | Milan Rimanovský | 9    | FC DAC 1904 Dunajská Streda   |

## Vítěz
| Mars superliga 1996/1997 1. FC Košice (1. titul) |